# Bijektive Funktion

Eine bijektive Funktion

Bijektivität (zum Adjektiv bijektiv, welches etwa ‚umkehrbar eindeutig auf‘ bedeutet – daher auch der Begriff eineindeutig bzw. Eineindeutigkeit) ist ein mathematischer Begriff aus dem Bereich der Mengenlehre. Er bezeichnet eine spezielle Eigenschaft von Abbildungen und Funktionen. Bijektive Abbildungen und Funktionen nennt man auch Bijektionen. Die zu einer mathematischen Struktur auftretenden Bijektionen haben oft eigene Namen wie Isomorphismus, Diffeomorphismus, Homöomorphismus, Spiegelung oder Ähnliches. Hier sind dann in der Regel noch zusätzliche Forderungen in Hinblick auf die Erhaltung der jeweils betrachteten Struktur zu erfüllen.
Zur Veranschaulichung kann man sagen, dass bei einer Bijektion eine vollständige Paarbildung zwischen den Elementen von Definitionsmengen und Zielmengen stattfindet. Bijektionen behandeln ihren Definitionsbereich und ihren Wertebereich also symmetrisch; deshalb hat eine bijektive Funktion immer eine Umkehrfunktion.
Bei einer Bijektion haben die Definitionsmenge und die Zielmenge dieselbe Mächtigkeit, im Falle endlicher Mengen also gleich viele Elemente.
Die Bijektion einer Menge auf sich selbst heißt auch Permutation. Auch hier gibt es in mathematischen Strukturen vielfach eigene Namen. Hat die Bijektion darüber hinausgehend strukturerhaltende Eigenschaften, spricht man von einem Automorphismus.
Eine Bijektion zwischen zwei Mengen wird manchmal auch eine bijektive Korrespondenz genannt.

## Definition
Seien {\displaystyle X} und {\displaystyle Y} Mengen und sei {\displaystyle f} eine Abbildung oder eine Funktion, die von {\displaystyle X} nach {\displaystyle Y} abbildet, also {\displaystyle f\colon X\to Y}. Dann heißt {\displaystyle f} bijektiv, wenn für alle {\displaystyle y\in Y} genau ein {\displaystyle x\in X} mit {\displaystyle f\left(x\right)=y} existiert, formal: {\displaystyle \forall y\in Y:\exists !x\in X:\quad f(x)=y}.
Das bedeutet:
{\displaystyle f} ist bijektiv dann und nur dann, wenn {\displaystyle f} sowohl
(1) injektiv ist:
Kein Wert der Zielmenge {\displaystyle Y} wird mehrfach angenommen. Mit anderen Worten: Das Urbild jedes Elements der Zielmenge {\displaystyle Y} besteht aus höchstens einem Element von {\displaystyle X}. Aus {\displaystyle f(x_{1})=f(x_{2})} folgt daher immer {\displaystyle x_{1}=x_{2}}.
als auch
(2) surjektiv ist:
Jedes Element der Zielmenge {\displaystyle Y} wird angenommen. Mit anderen Worten: Die Zielmenge {\displaystyle Y} und die Bildmenge {\displaystyle f(X)} stimmen überein, also {\displaystyle f\left(X\right)=Y}. Für jedes {\displaystyle y} aus {\displaystyle Y} existiert daher (mindestens) ein {\displaystyle x} aus {\displaystyle X} mit {\displaystyle f(x)=y}.

## Grafische Veranschaulichungen

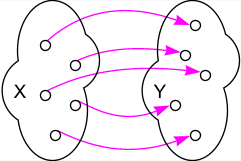
Das Prinzip der Bijektivität: Jeder Punkt in der Zielmenge (Y) wird genau einmal getroffen.
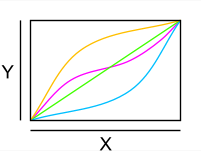
Vier bijektive streng monoton steigende reelle stetige Funktionen.
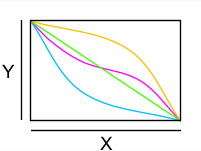
Vier bijektive streng monoton fallende reelle stetige Funktionen.

## Beispiele und Gegenbeispiele
Die Menge der reellen Zahlen wird hier mit {\displaystyle \mathbb {R} } bezeichnet, die Menge der nichtnegativen reellen Zahlen mit {\displaystyle \mathbb {R} _{0}^{+}}.
- Die Funktion {\displaystyle f\colon \mathbb {R} \to \mathbb {R} ,x\mapsto x+a} ist bijektiv mit der Umkehrfunktion {\displaystyle f^{-1}\colon \mathbb {R} \to \mathbb {R} ,x\mapsto x-a}.
- Ebenso ist für {\displaystyle a\neq 0} die Funktion {\displaystyle g\colon \mathbb {R} \to \mathbb {R} ,x\mapsto ax} bijektiv mit der Umkehrfunktion {\displaystyle g^{-1}\colon \mathbb {R} \to \mathbb {R} ,x\mapsto {\frac {x}{a}}}.
- Beispiel: Ordnet man jedem (monogam) verheirateten Menschen seinen Ehepartner bzw. seine Ehepartnerin zu, ist dies eine Bijektion der Menge aller verheirateten Menschen auf sich selbst. Dies ist sogar ein Beispiel für eine selbstinverse Abbildung.

- Die folgenden vier Quadratfunktionen unterscheiden sich nur in ihren Definitions- bzw. Wertemengen:

{\displaystyle f_{1}\colon \mathbb {R} \ \ \rightarrow \mathbb {R} ,\ \ \ x\mapsto x^{2}}
{\displaystyle f_{2}\colon \mathbb {R} _{0}^{+}\rightarrow \mathbb {R} ,\ \ \ x\mapsto x^{2}}
{\displaystyle f_{3}\colon \mathbb {R} \ \ \rightarrow \mathbb {R} _{0}^{+},\ x\mapsto x^{2}}
{\displaystyle f_{4}\colon \mathbb {R} _{0}^{+}\rightarrow \mathbb {R} _{0}^{+},\ x\mapsto x^{2}}
Mit diesen Definitionen ist
{\displaystyle f_{1}} nicht injektiv, nicht surjektiv, nicht bijektiv
{\displaystyle f_{2}} injektiv, nicht surjektiv, nicht bijektiv
{\displaystyle f_{3}} nicht injektiv, surjektiv, nicht bijektiv
{\displaystyle f_{4}} injektiv, surjektiv, bijektiv

## Eigenschaften
- Sind {\displaystyle A} und {\displaystyle B} endliche Mengen mit gleich vielen Elementen und ist {\displaystyle f\colon A\to B} eine Funktion, dann gilt:
  - Ist {\displaystyle f} injektiv, dann ist {\displaystyle f} bereits bijektiv.
  - Ist {\displaystyle f} surjektiv, dann ist {\displaystyle f} bereits bijektiv.

- Insbesondere gilt also für Funktionen {\displaystyle f\colon A\to A} von einer endlichen Menge {\displaystyle A} in sich selbst:
  - {\displaystyle f} ist injektiv ⇔ {\displaystyle f} ist surjektiv ⇔ {\displaystyle f} ist bijektiv.
  - Für unendliche Mengen ist das im Allgemeinen falsch. Diese können injektiv auf echte Teilmengen abgebildet werden, ebenso gibt es surjektive Abbildungen einer unendlichen Menge auf sich selbst, die keine Bijektionen sind. Solche Überraschungen werden im Artikel Hilberts Hotel detaillierter beschrieben, siehe dazu auch Dedekind-Unendlichkeit.

- Sind die Funktionen {\displaystyle f\colon A\to B} und {\displaystyle g\colon B\to C} bijektiv, dann gilt dies auch für die Verkettung {\displaystyle g\circ f\colon A\to C}. Die Umkehrfunktion von {\displaystyle g\circ f} ist dann {\displaystyle f^{-1}\circ g^{-1}}.

- Ist {\displaystyle g\circ f} bijektiv, dann ist {\displaystyle f} injektiv und {\displaystyle g} surjektiv.

- Ist {\displaystyle f\colon A\to B} eine Funktion und gibt es eine Funktion {\displaystyle g\colon B\to A}, die die beiden Gleichungen

{\displaystyle g\circ f=\operatorname {id} _{A}} ({\displaystyle \operatorname {id} _{A}} = Identität auf der Menge {\displaystyle A})
{\displaystyle f\circ g=\operatorname {id} _{B}} ({\displaystyle \operatorname {id} _{B}} = Identität auf der Menge {\displaystyle B})
erfüllt, dann ist {\displaystyle f} bijektiv, und {\displaystyle g} ist die Umkehrfunktion von {\displaystyle f}, also {\displaystyle g=f^{-1}}.
- Die Menge der Permutationen einer gegebenen Grundmenge {\displaystyle A} bildet zusammen mit der Komposition als Verknüpfung eine Gruppe, die sogenannte symmetrische Gruppe von {\displaystyle A}.

## Geschichte des Begriffs
Nachdem man lange mit Formulierungen wie „eineindeutig“ ausgekommen war, kam schließlich Mitte des 20. Jahrhunderts im Zuge der durchgehend mengentheoretischen Darstellung aller mathematischen Teilgebiete das Bedürfnis nach einer prägnanteren Bezeichnung auf. Die Begriffe bijektiv, injektiv und surjektiv wurden in den 1950ern von der Autorengruppe Nicolas Bourbaki geprägt.